# Yargatenga (département)
Cet article concerne le département et la commune rurale. Pour le chef-lieu, voir Yargatenga.
Le Yargatenga est un département et une commune rurale de la province du Koulpélogo, situé dans la région du Centre-Est au Burkina Faso.

## Géographie

### Démographie
En 2012, le département comptait 40 987 habitants.

### Villages
Le département et la commune rurale de Yargatenga est composé administrativement de dix-huit villages, dont le village chef-lieu homonyme :
- Bama (881 habitants)
- Bessémé (789 habitants)
- Bilemtenga (2 316 habitants)
- Bougla-Kino ou Bou (802 habitants)
- Cinkansé (10 913 habitants)
- Dirihoré (1 202 habitants)
- Doukbolé (1 091 habitants)
- Hornogo (1 465 habitants)
- Kampoaga (1 917 habitants)
- Kiniwaga (767 habitants)
- Kiongo (1 453 habitants)
- Métémété (1 484 habitants)
- Sibtenga (906 habitants)
- Tounougou-Toné (1 660 habitants)
- Waongo (4 179 habitants)
- Yargatenga (4 395 habitants), chef-lieu
- Yoyo (2 666 habitants)
- Zoaga (2 101 habitants)